# Castell de Saburella
El castell de Saburella, o de Savorella, al terme municipal de Querol (Alt Camp), és de construcció posterior a la Reconquesta i està situat a la riba dreta del riu Gaià damunt un turó de 683 m. És prou ben conservat, sobretot una de les tres torres semicirculars, que es manté gairebé sencera, i una part de la muralla.
Les poques notícies històriques que ha generat aquesta fortificació han fet més difícil establir una datació unànime, tanmateix pensem que és construcció tardana, al pas del segle xii al segle xiii, i relacionada de ben segur amb els conflictes que al veí castell de Selmella tingueren lloc entre el monestir de Santes Creus i els Cervelló.

## Ubicació
El castell de Saburella està assentat damunt d'un turó cònic, prop del torrent de Comadevaques, que baixa de la banda de Vallespinosa, ja a la Conca de Barberà. Des del castell es veu al nord, Sant Miquel de Montclar; al nord-est, el cim de Formigosa i el torrent de Comadevaques; a l'est el puig de Montagut i el castell de Pinyana; i al sud el Camp de Tarragona i la vall del Gaià.

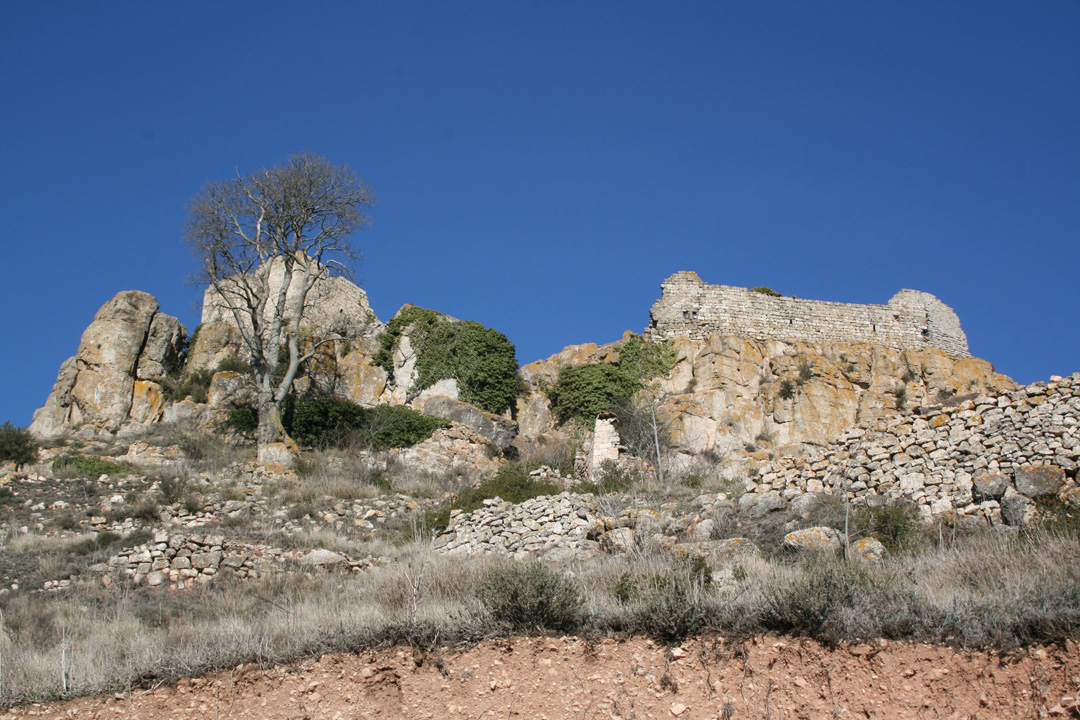
Vista del conjunt

Aquest castell a prop de la vila i castell de Querol, si bé a l'altra banda del riu Gaià. Mentre que el proper castell de Selmella esdevé un castell roquer, situat arran de cinglera, el de Saburella és en un terreny planer dominat per antics conreus i restes d'alzinars tot i que la pineda de pi blanc esdevé preponderant al seu entorn.

## Història del conjunt
La primera referència documental és de l'any 1229 en el testament de Ramon Alemany de Cervelló, on es disposa que s'edifiqui al castell una capella en honor de Sant Miquel; s'hi lleguen diverses rendes per al seu sosteniment i per al del capellà al qual haurà de servir. Així mateix el castell ha de ser per a Guillem de Claramunt, cunyat seu, durant la seva vida, fet que no serà possible en morir aquest en l'expedició a Mallorca.
Continua Saburella en mans del llinatge dels Cervelló, fet que ens corrobora una notícia de l'any 1380, moment en què el rei Pere III el Cerimoniós demana al batlle general la restitució als Cervelló de diversos castells que havien estat ocupats per la corona, entre els quals figura el de Saburella. Més endavant, l'any 1481, el trobem com a afrontació o límit del terme del Pont d'Armentera.